# Wolfgang Jost
Wolfgang Jost (* 15. August 1959 in Landau in der Pfalz) ist ein deutscher Neurologe und Hochschullehrer.

## Beruflicher Werdegang
Wolfgang Jost studierte Humanmedizin an der Johann-Wolfgang-von-Goethe Universität, Frankfurt/Main und der Johannes-Gutenberg-Universität, Mainz. Parallel war er eingeschrieben für Wirtschaftswissenschaften sowie Magister Artium (Psychologie, Pädagogik und Soziologie). Nach dem Studium begann er die Facharztausbildung zum Neurologen am Universitätsklinikum des Saarlandes in Homburg, die er als Arzt für Neurologie abschloss und später mit einer Spezialisierung auf Schmerztherapie ergänzte. 1995 bis 2013 leitete er den Fachbereich Neurologie/Schmerztherapie an der Deutschen Klinik für Diagnostik in Wiesbaden. Am 1. Juli 2013 übernahm er die ärztliche Leitung an der Parkinson-Klinik Ortenau in Wolfach. Weiterhin ist er an der Universitätsklinik Freiburg im Breisgau tätig.
Wolfgang Jost hat über 300 Arbeiten in Peer-Review-Zeitschriften publiziert. Er ist im Board mehrerer Zeitschriften und im Vorstand mehrerer Gesellschaften vertreten.

## Wissenschaftlicher Werdegang
1989 schloss Wolfgang Jost seine Promotion an der Universität Mainz erfolgreich ab. Er habilitierte sich 1995 an der Universität Homburg/Saar. Im Jahr 2000 wurde ihm vom Land Hessen eine ordentliche Professur erteilt, im Jahr 2002 eine außerplanmäßige Professur durch die Universität des Saarlandes. Von August 1995 bis Juni 2013 war er Leiter des Fachbereichs Neurologie an der Deutschen Klinik für Diagnostik in Wiesbaden. Seit dem 1. Juli 2013 ist er Chefarzt an der Parkinson-Klinik Ortenau, Wolfach und außerdem an der Neurologischen Universitätsklinik Freiburg im Breisgau tätig.

## Publikationen (Auswahl)
- Neurologie des Beckenbodens. Chapman & Hall, London-Glasgow-Weinheim 1997
- Botulinum toxin in painful diseases. Karger, Basel 2003
- Neurologie des Beckenbodens: Neurourologie. Uni-med Verlag, Bremen-London-Boston 2004
- Therapie des fortgeschrittenen Parkinson-Syndroms. Uni-med Verlag, Bremen-London-Boston 2007, 2. Auflage 2012
- The Treatment of advanced Parkinson’s disease. Uni-Med Verlag, Bremen, 2008
- Diagnostik des Parkinsonsyndroms. Uni-med Verlag, Bremen-London-Boston, 2008
- Pictorial Atlas of Botulinum Toxin Injection. 2008 /2012/2019 (erschienen in englischer, italienischer, portugiesischer, russischer und japanischer Sprache)
- Atlas der Botulinumtoxin-Injektion. 3. Auflage. KVM-Verlag, Marburg 2018
- Neurokoloproktologie – Neurologie des Beckenbodens. 2. Auflage. Uni-Med Verlag, Bremen-London-Boston 2009
- Therapie des idiopathischen Parkinson-Syndroms. 11. Auflage. Uni-med Verlag, Bremen 2020
- mit Oliver Selbach: Therapie der Migräne, UNI-MED Verlag AG, Bremen 2001, ISBN 3-89599-553-3
- mit C.A. Haensch: Das autonome Nervensystem, Kohlhammer-Verlag, Stuttgart, 2009